# Count 'Em
Count 'Em (o The Counts) è un cortometraggio muto del 1915 diretto da Ralph Ince.

## Trama
Trama di Moving Picture World synopsis in (EN)  su IMDb

## Produzione
Il film fu prodotto dalla Vitagraph Company of America.

## Distribuzione
Distribuito dalla General Film Company, il film - un cortometraggio in una bobina - uscì nelle sale cinematografiche statunitensi il 17 novembre 1915.